# Liên đoàn Quần vợt Quốc tế
Liên đoàn quần vợt quốc tế (ITF) là cơ quan quản lý của quần vợt thế giới, bao gồm các hiệp hội quần vợt của 210 quốc gia, tổ chức tương ứng của các quốc gia độc lập hay vùng lãnh thổ.
Tổ chức này ban đầu được thành lập là International Lawn Tennis Federation (ILTF) (Liên đoàn quần vợt sân cỏ thế giới) bởi 12 quốc gia tại một hội nghị ở Paris, Pháp vào ngày 1 tháng 3 năm 1913, các cuộc thảo luận về quy định và luật lệ được thông qua năm 1923. Cũng vào thời điểm này danh hiệu "world championships" (vô địch thế giới) đã được bãi bỏ Năm 1924, ILTF trở thành tổ chức chính thức được công nhận có quyền quản lý, tổ chức quần vợt sân cỏ trên toàn thế giới. Năm 1977, ILTF đã bỏ đi từ "Lawn" trong tên gọi, công nhận rằng quần vợt không nhất nhiết phải chơi trên sân cỏ.

## ITF World Champions

### Giải trưởng thành
| Năm  | Đơn nam         | Đơn nữ                  | Đôi nam                          | Đôi nữ                                 |
| ---- | --------------- | ----------------------- | -------------------------------- | -------------------------------------- |
| 1978 | Björn Borg      | Chris Evert             |                                  |                                        |
| 1979 | Björn Borg      | Martina Navrátilová     |                                  |                                        |
| 1980 | Björn Borg      | Chris Evert-Lloyd       |                                  |                                        |
| 1981 | John McEnroe    | Chris Evert-Lloyd       |                                  |                                        |
| 1982 | Jimmy Connors   | Martina Navratilova     |                                  |                                        |
| 1983 | John McEnroe    | Martina Navratilova     |                                  |                                        |
| 1984 | John McEnroe    | Martina Navratilova     |                                  |                                        |
| 1985 | Ivan Lendl      | Martina Navratilova     |                                  |                                        |
| 1986 | Ivan Lendl      | Martina Navratilova     |                                  |                                        |
| 1987 | Ivan Lendl      | Steffi Graf             |                                  |                                        |
| 1988 | Mats Wilander   | Steffi Graf             |                                  |                                        |
| 1989 | Boris Becker    | Steffi Graf             |                                  |                                        |
| 1990 | Ivan Lendl      | Steffi Graf             |                                  |                                        |
| 1991 | Stefan Edberg   | Monica Seles            |                                  |                                        |
| 1992 | Jim Courier     | Monica Seles            |                                  |                                        |
| 1993 | Pete Sampras    | Steffi Graf             |                                  |                                        |
| 1994 | Pete Sampras    | Arantxa Sánchez Vicario |                                  |                                        |
| 1995 | Pete Sampras    | Steffi Graf             |                                  |                                        |
| 1996 | Pete Sampras    | Steffi Graf             | Todd Woodbridge & Mark Woodforde | Lindsay Davenport & Mary Joe Fernández |
| 1997 | Pete Sampras    | Martina Hingis          | Todd Woodbridge & Mark Woodforde | Lindsay Davenport & Jana Novotná       |
| 1998 | Pete Sampras    | Lindsay Davenport       | Jacco Eltingh & Paul Haarhuis    | Lindsay Davenport & Natasha Zvereva    |
| 1999 | Andre Agassi    | Martina Hingis          | Mahesh Bhupathi & Leander Paes   | Martina Hingis & Anna Kournikova       |
| 2000 | Gustavo Kuerten | Martina Hingis          | Todd Woodbridge & Mark Woodforde | Julie Halard-Decugis & Ai Sugiyama     |
| 2001 | Lleyton Hewitt  | Jennifer Capriati       | Jonas Björkman & Todd Woodbridge | Lisa Raymond & Rennae Stubbs           |
| 2002 | Lleyton Hewitt  | Serena Williams         | Daniel Nestor & Mark Knowles     | Virginia Ruano Pascual & Paola Suárez  |
| 2003 | Andy Roddick    | Justine Henin-Hardenne  | Bob Bryan & Mike Bryan           | Virginia Ruano Pascual & Paola Suárez  |
| 2004 | Roger Federer   | Anastasia Myskina       | Bob Bryan & Mike Bryan           | Virginia Ruano Pascual & Paola Suárez  |
| 2005 | Roger Federer   | Kim Clijsters           | Bob Bryan & Mike Bryan           | Lisa Raymond & Samantha Stosur         |
| 2006 | Roger Federer   | Justine Henin           | Bob Bryan & Mike Bryan           | Lisa Raymond & Samantha Stosur         |
| 2007 | Roger Federer   | Justine Henin           | Bob Bryan & Mike Bryan           | Cara Black & Liezel Huber              |
| 2008 | Rafael Nadal    | Jelena Janković         | Daniel Nestor & Nenad Zimonjić   | Cara Black & Liezel Huber              |
| 2009 | Roger Federer   | Serena Williams         | Bob Bryan & Mike Bryan           | Serena Williams & Venus Williams       |
| 2010 | Rafael Nadal    | Caroline Wozniacki      | Bob Bryan & Mike Bryan           | Gisela Dulko & Flavia Pennetta         |
| 2011 | Novak Djokovic  | Petra Kvitová           | Bob Bryan & Mike Bryan           | Květa Peschke & Katarina Srebotnik     |
| 2012 | Novak Djokovic  | Serena Williams         | Bob Bryan & Mike Bryan           | Sara Errani & Roberta Vinci            |

### Giải trẻ
| Năm                        | Đơn 1978-2003        | Đơn 1978-2003        | Đôi 1982-2003                     | Đôi 1982-2003                          |
| Năm                        | Nam trẻ              | Nữ trẻ               | Nam trẻ                           | Nữ trẻ                                 |
| -------------------------- | -------------------- | -------------------- | --------------------------------- | -------------------------------------- |
| 1978                       | Ivan Lendl           | Hana Mandlíková      |                                   |                                        |
| 1979                       | Raúl Viver           | Mary-Lou Piatek      |                                   |                                        |
| 1980                       | Thierry Tulasne      | Susan Mascarin       |                                   |                                        |
| 1981                       | Pat Cash             | Zina Garrison        |                                   |                                        |
| 1982                       | Guy Forget           | Gretchen Rush        | Fernando Pérez                    | Beth Herr                              |
| 1983                       | Stefan Edberg        | Pascale Paradis      | Mark Kratzmann                    | Larisa Savchenko                       |
| 1984                       | Mark Kratzmann       | Gabriela Sabatini    | Agustín Moreno                    | Mercedes Paz                           |
| 1985                       | Claudio Pistolesi    | Laura Garrone        | Petr Korda Cyril Suk              | Mariana Perez-Roldan Patricia Tarabini |
| 1986                       | Javier Sánchez       | Patricia Tarabini    | Tomás Carbonell                   | Leila Meskhi                           |
| 1987                       | Jason Stoltenberg    | Natasha Zvereva      | Jason Stoltenberg                 | Natalia Medvedeva                      |
| 1988                       | Nicolas Pereira      | Cristina Tessi       | David Rikl Tomáš Anzari           | Jo-Anne Faull                          |
| 1989                       | Nicklas Kulti        | Florencia Labat      | Wayne Ferreira                    | Andrea Strnadová                       |
| 1990                       | Andrea Gaudenzi      | Karina Habšudová     | Marten Renström                   | Karina Habšudová                       |
| 1991                       | Thomas Enqvist       | Zdeňka Málková       | Karim Alami                       | Nancy Feber Eva Martincová             |
| 1992                       | Brian Dunn           | Rossana de los Ríos  | Enrique Abaroa                    | Laurence Courtois                      |
| 1993                       | Marcelo Ríos         | Nino Louarsabishvili | Steven Downs                      | Cristina Moros                         |
| 1994                       | Federico Browne      | Martina Hingis       | Benjamin Ellwood                  | Martina Nedelkova                      |
| 1995                       | Mariano Zabaleta     | Anna Kournikova      | Kepler Orellana                   | Ludmila Varmužová                      |
| 1996                       | Sébastien Grosjean   | Amélie Mauresmo      | Sébastien Grosjean                | Jitka Schonfeldova Michaela Paštiková  |
| 1997                       | Arnaud Di Pasquale   | Cara Black           | Nicolás Massú                     | Irina Selyutina Cara Black             |
| 1998                       | Roger Federer        | Jelena Dokić         | José de Armas                     | Eva Dyrberg                            |
| 1999                       | Kristian Pless       | Lina Krasnoroutskaya | Julien Benneteau Nicolas Mahut    | Daniela Bedáňová                       |
| 2000                       | Andy Roddick         | María Emilia Salerni | Lee Childs James Nelson           | María Emilia Salerni                   |
| 2001                       | Gilles Müller        | Svetlana Kuznetsova  | Bruno Echagaray Santiago González | Petra Cetkovská                        |
| 2002                       | Richard Gasquet      | Barbora Strýcová     | Florin Mergea Horia Tecău         | Elke Clijsters                         |
| 2003                       | Marcos Baghdatis     | Kirsten Flipkens     | Scott Oudsema                     | Andrea Hlaváčková                      |
| Xếp hạng chung từ 2004-nay |                      |                      |                                   |                                        |
| Năm                        | Nam trẻ              | Nam trẻ              | Nữ trẻ                            | Nữ trẻ                                 |
| 2004                       | Gaël Monfils         | Gaël Monfils         | Michaëlla Krajicek                | Michaëlla Krajicek                     |
| 2005                       | Donald Young         | Donald Young         | Victoria Azarenka                 | Victoria Azarenka                      |
| 2006                       | Thiemo de Bakker     | Thiemo de Bakker     | Anastasia Pavlyuchenkova          | Anastasia Pavlyuchenkova               |
| 2007                       | Ričardas Berankis    | Ričardas Berankis    | Urszula Radwańska                 | Urszula Radwańska                      |
| 2008                       | Yang Tsung-hua       | Yang Tsung-hua       | Noppawan Lertcheewakarn           | Noppawan Lertcheewakarn                |
| 2009                       | Daniel Berta         | Daniel Berta         | Kristina Mladenovic               | Kristina Mladenovic                    |
| 2010                       | Juan Sebastián Gómez | Juan Sebastián Gómez | Daria Gavrilova                   | Daria Gavrilova                        |
| 2011                       | Jiří Veselý          | Jiří Veselý          | Irina Khromacheva                 | Irina Khromacheva                      |

Nguồn: ITF Lưu trữ ngày 1 tháng 1 năm 2012 tại Wayback Machine, ITF Lưu trữ ngày 23 tháng 1 năm 2012 tại Wayback Machine
Hiện tại (tháng 9 năm 2016) Việt Nam có 5 vận động viên trong bảng xếp hạng của ITF Juniors:
- Nguyễn Hoàng Thiên hạng 161
- Nguyễn Gia Bảo Trí hạng 660
- Hồ Huỳnh Đan Mạch hạng 1139
- Mai Thành Đồng hạng 1913